# Alois Schnabel
Alois Schnabel (Viena, 27 de fevereiro de 1910 - 20 de setembro de 1982) foi um handebolista de campo austríaco, medalhista olímpico.
Fez parte do elenco vice-campeão olímpico de handebol de campo nas Olimpíadas de Berlim de 1936, atuando em três partidas como goleiro.